# Kalakamati
Kalakamati is een dorp in het district North-East in Botswana. De plaats telt 858 inwoners (2011).